# Sant’ Andria Priu

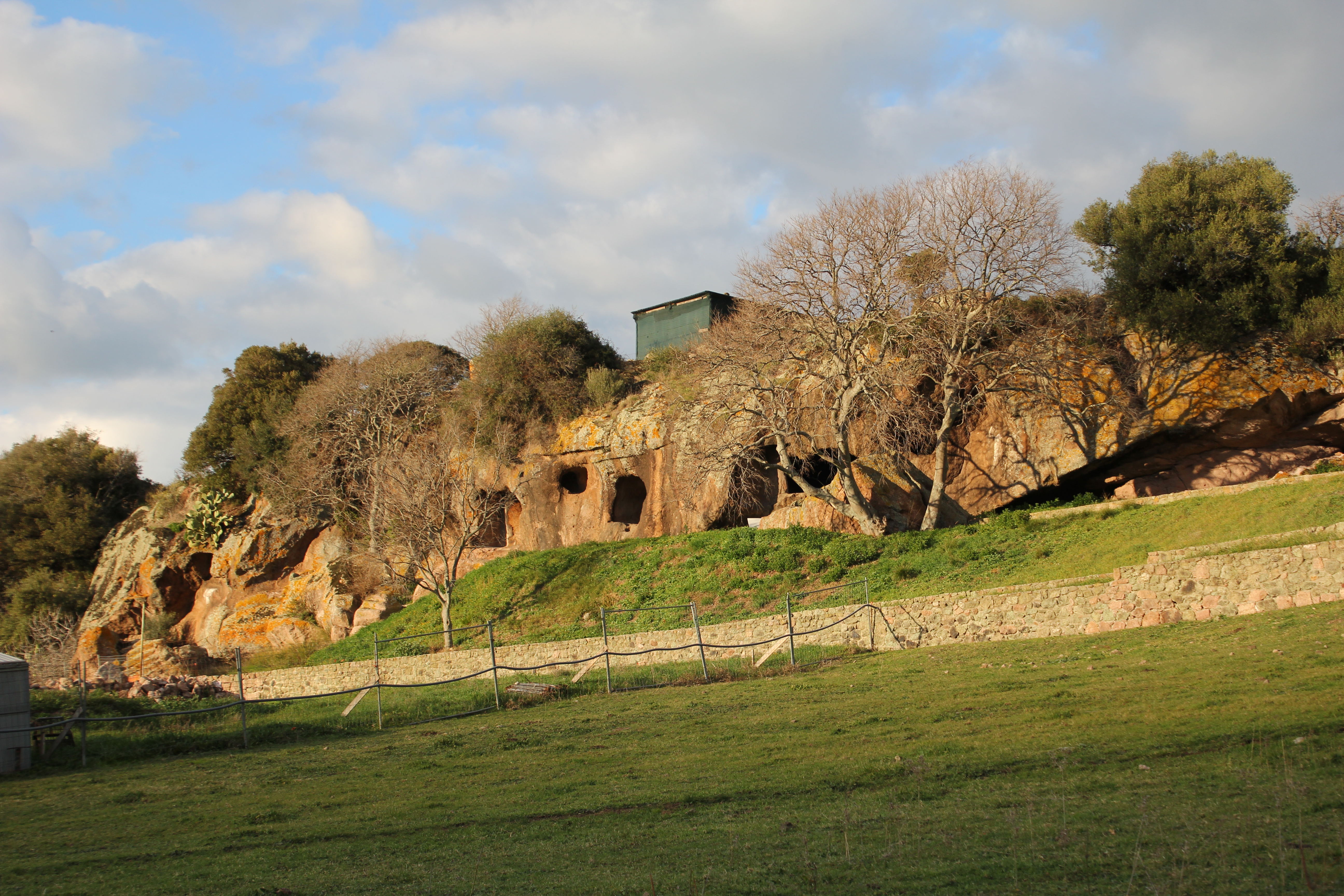
Sant’ Andria Priu

Die einst 20 Domus de Janas (Felsengräber) von Sant’ Andria Priu (ital. Ipogeo S. Andrea Priu) liegen in einer 10 Meter hohen Trachytwand am Südrand der Hochebene von Campeda bei Bonorva in der Metropolitanstadt Sassari auf Sardinien. Die 15 erhaltenen Anlagen entstammen der Ozieri-Kultur (etwa 3000 v. Chr.).

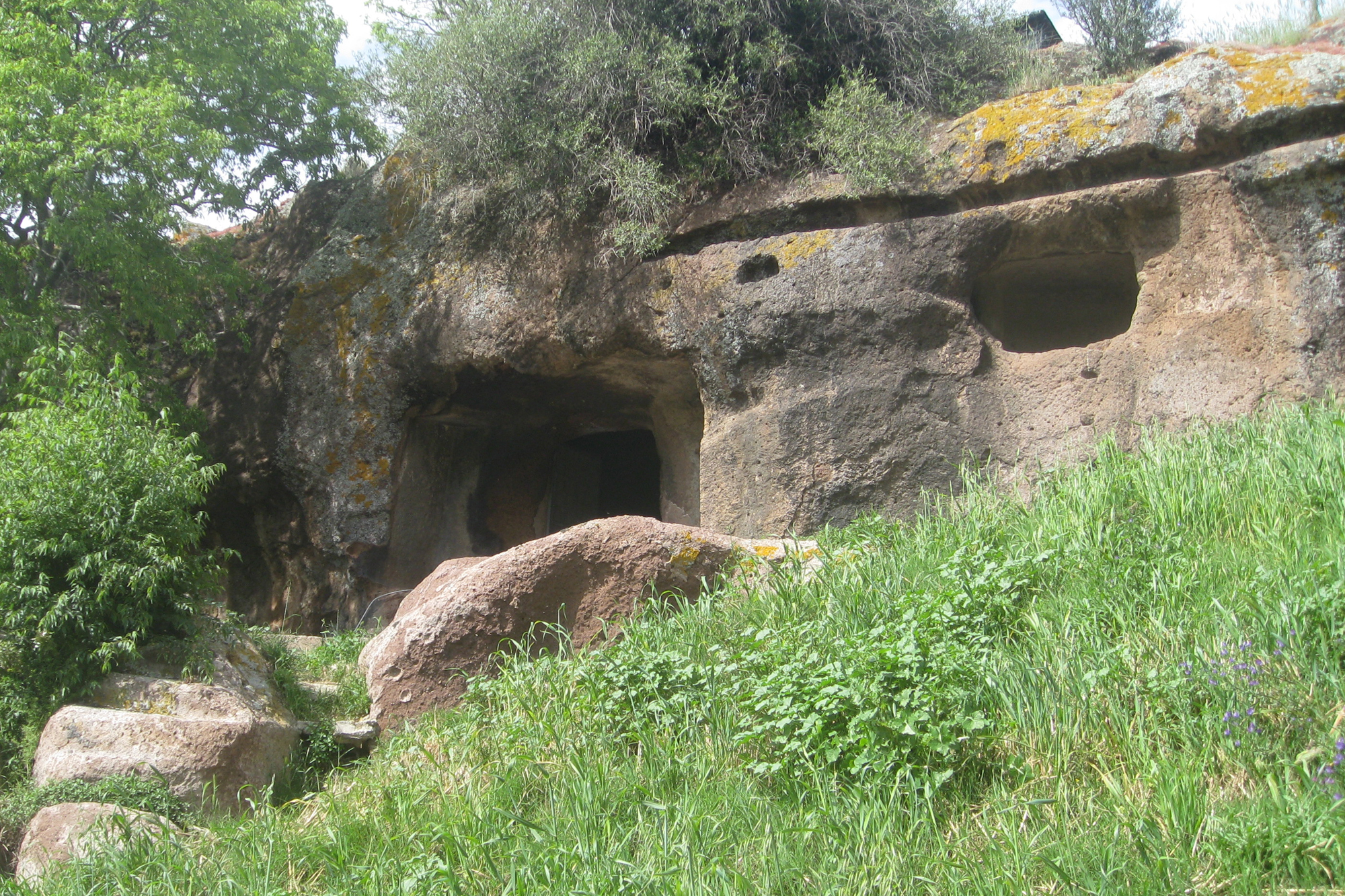
Felsengräber der Nekropole Sant' Andria Priu

Die Anlagen 5, 6 und 8 bestechen durch architektonische Details, unter denen die Holzbalken (bzw. Hausdächer) imitierenden Deckendarstellungen einen besonderen Aspekt ausmachen. Im Bodenbereich einiger (oft in deren Dromoi oder in den Vorkammern) finden sich erhabene Schwellen und Ringe (Letztere als Umrandung von Feuerstellen) sowie eingetiefte kernosartige Schälchen. Die rechteckigen Grabtröge stammen aus frühgeschichtlicher Zeit. Die Wände der zentralen Kammern haben mitunter Nischen und Scheintüren. Ein Teil der betreuten Anlage (Eintritt) ist für Besucher zugänglich.

## Übersicht
- Winzig klein sind Domus 1, 2 und 7
- Domus 3 besteht nur aus dem Zugang und einer Kammer
- Domus 4 ist völlig zerstört
- Domus 5 auch „Tomba a capanna circolare“ ist eine herausragende Anlage
- Domus 6 auch „Tomba del Capo“ (dt. das Häuptlingsgrab) ist die Attraktion der Nekropole
- Domus 8 auch “Tomba a Camera” und der 85 m entfernt gelegene Domus 10 sind kompaktere Versionen von Nr. 6
- Domus 9, 11 und 12 sowie die, in einer Steitenschlucht liegenden *Domus 13-15 haben jeweils eine Kammer und eine Seitenkammer.

Sant’ Andria Priu
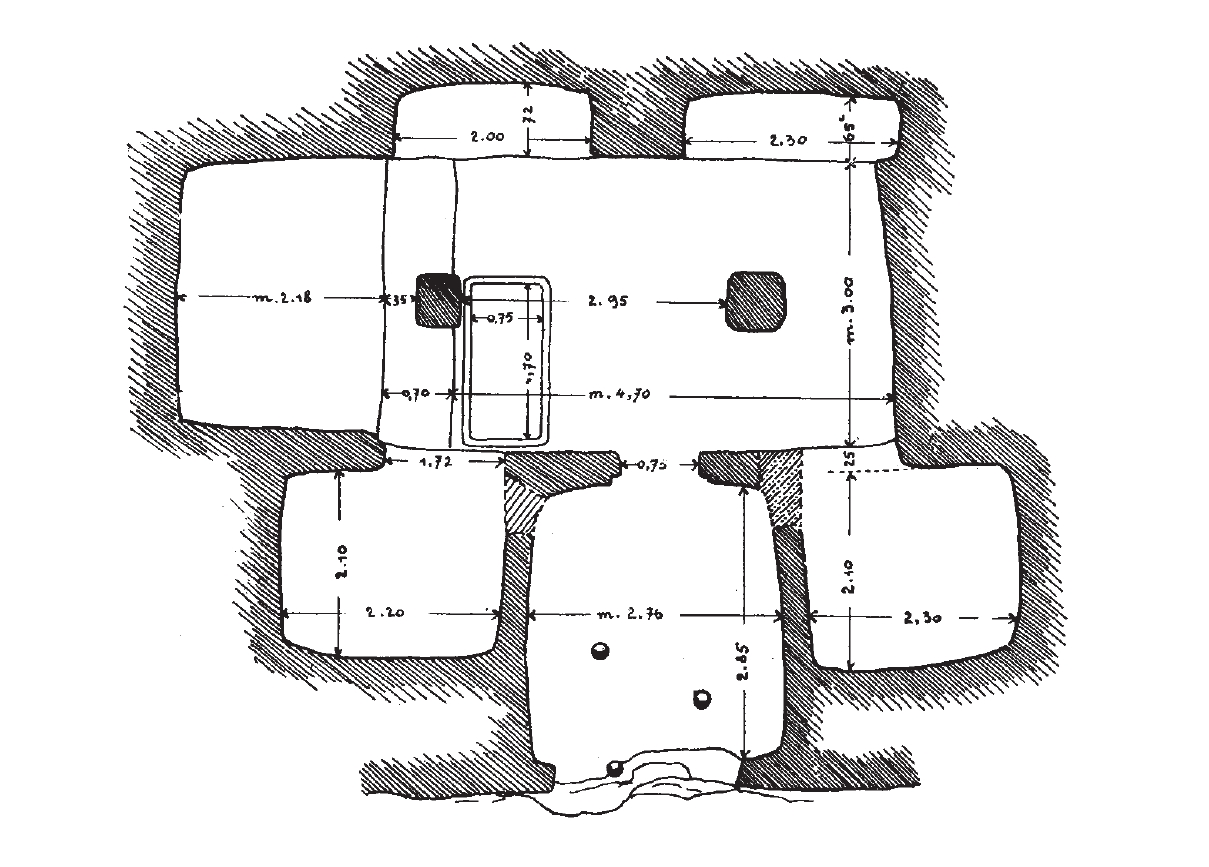
La Tomba a camera
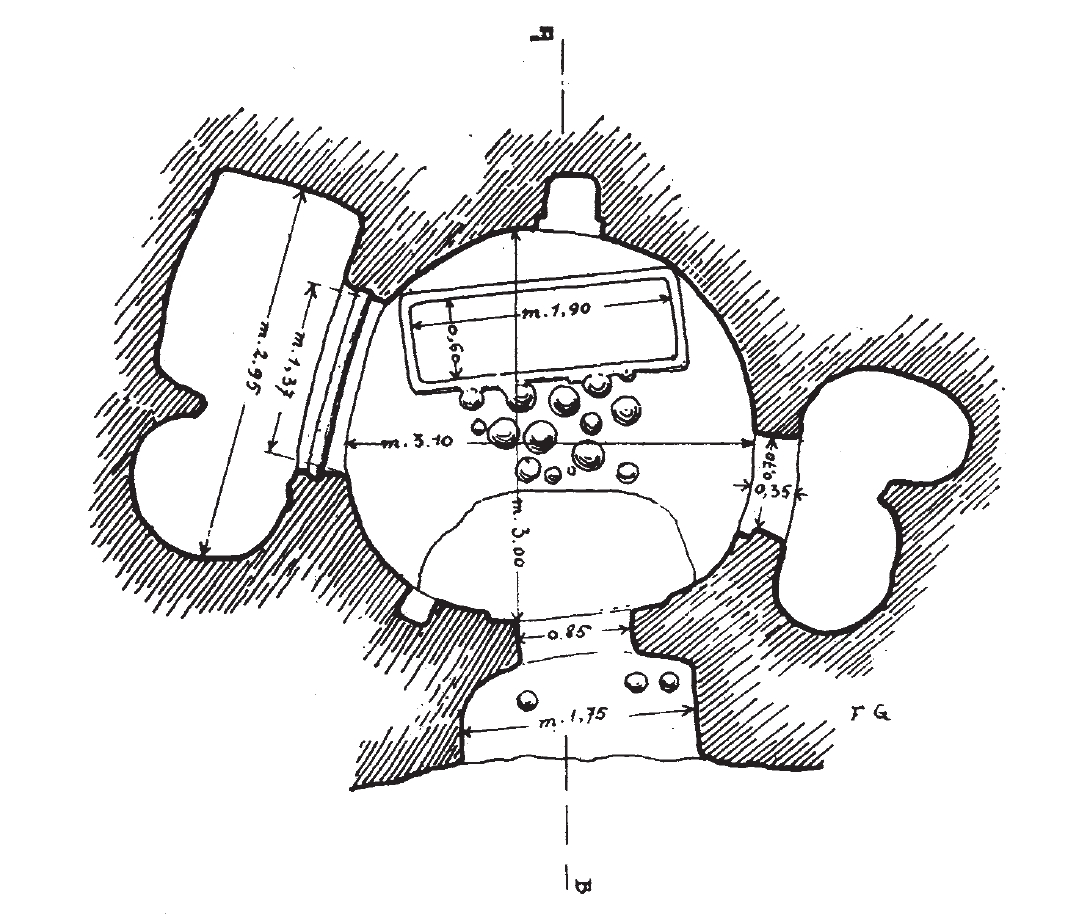
Das Rundgrab – La Tomba a capanna
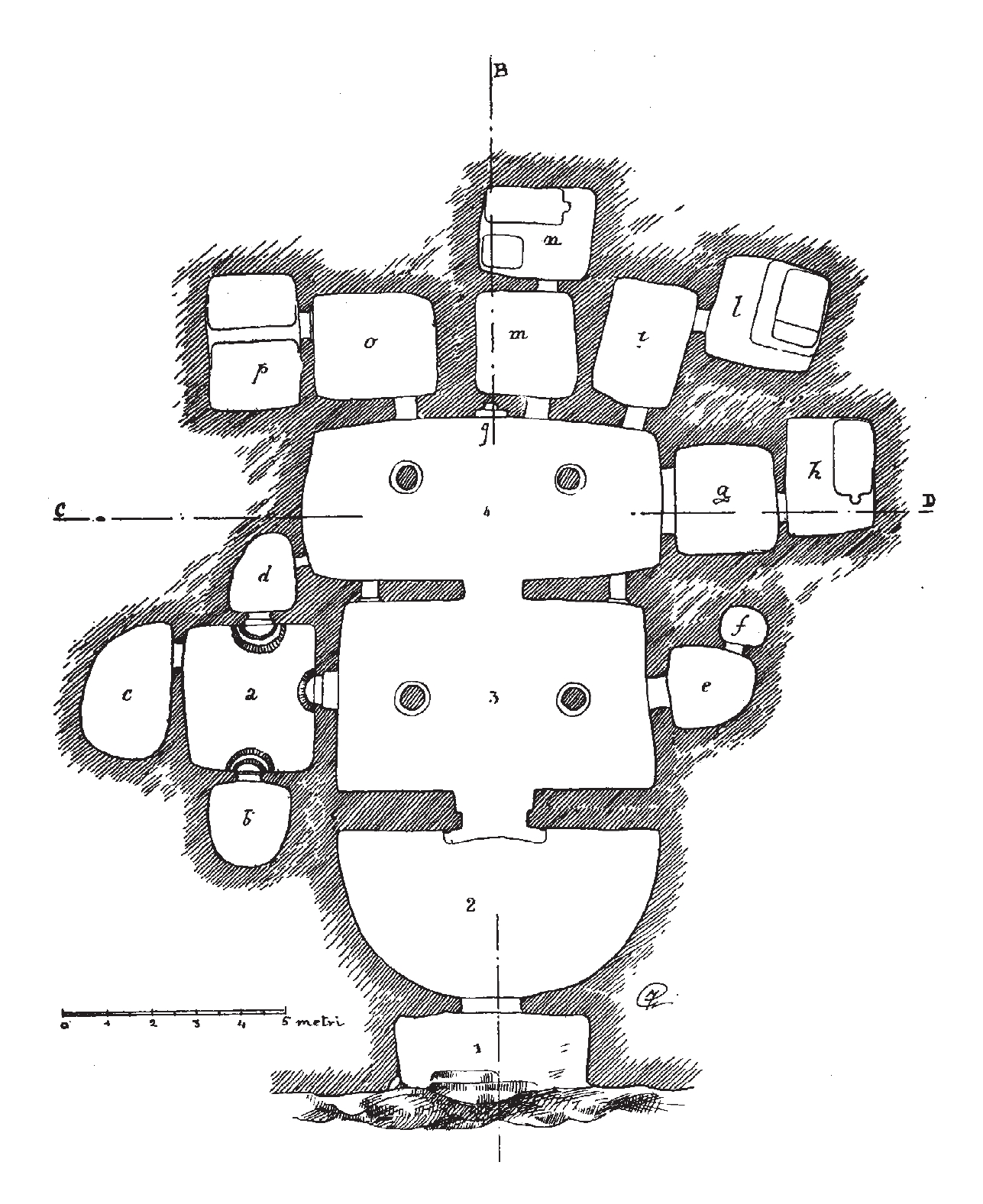
Das Häuptlingsgrab
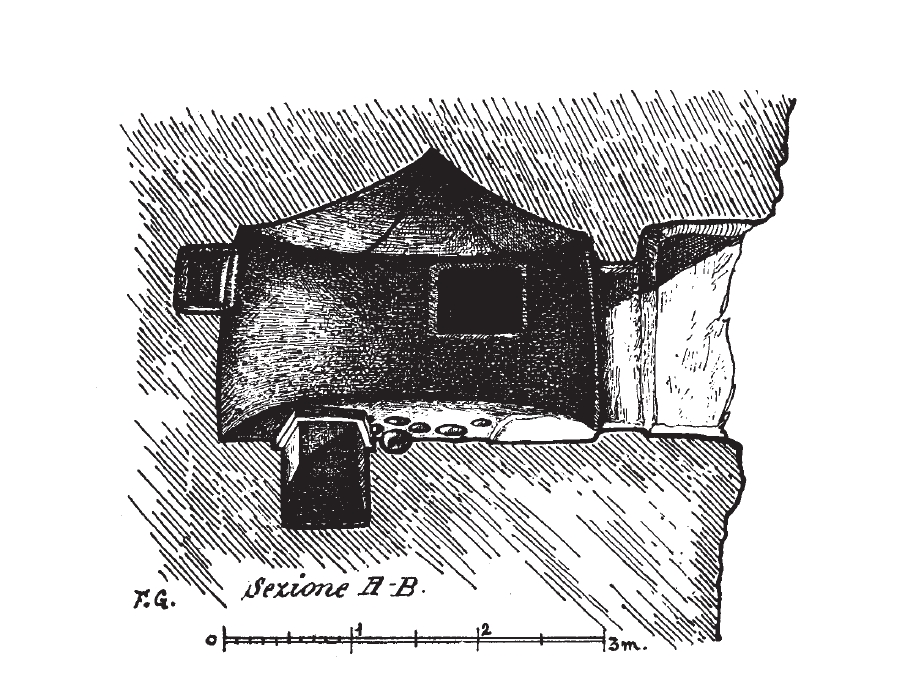
La Tomba a capanna

## Tomba a capanna circolare (5)
Die Anlage besteht aus dem sehr kurzen Dromos und einem Hauptraum. Die Böden sind mit Schälchen versehen. Von dem etwas über drei Meter großen beinahe kreisrunden, mit zwei kleinen Wandnischen versehenen Hauptraum aus, sind die unterschiedlich großen unsymmetrisch geschwungenen Seitenkammern zugänglich. Im Boden des Hauptraumes ist eine 1,9 m lange sargartige Vertiefung, deren oberer Rand zur Aufnahme einer Grabplatte ausgenommen ist.

## Die Tomba del Capo, das Häuptlingsgrab (6)

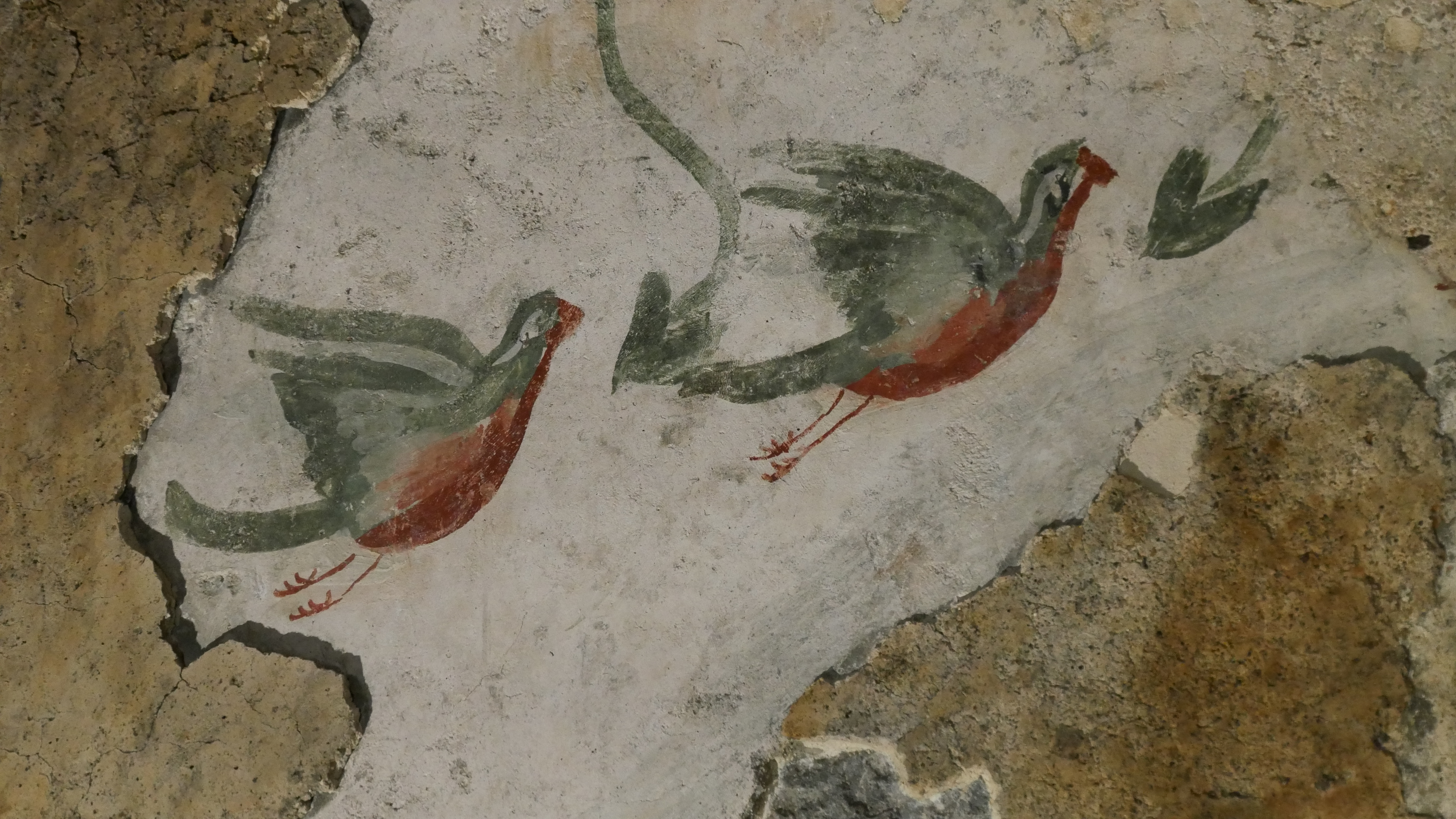
Fresko aus dem Häuptlingsgrab

Das 250 m² große Felsengrab ist das größte Sardiniens. Da der einstige Zugangsteil abgebrochen ist, beginnt es mit einem sehr kurzen Dromos. Dahinter liegt, ähnlich wie in Santu Pedru, ein halbrunder Vorraum. An ihn schließen sich zwei große, von runden Säulenpaaren gestützte, hintereinander angeordnete Haupträume an. Um diese herum liegen, teilweise über Stufen zugänglich, sechs Kammern mit teilweise winzigen Nebenkammern. Eine der Kammern hat drei Nebenkammern, die übrigen fünf haben jeweils eine, so dass es insgesamt 14 Kammern gibt. Von denen sind sechs von der vorderen und die übrigen von der hinteren Hauptkammer aus erreichbar. Fresken aus dem 3.–9. Jahrhundert sind Beleg dafür, dass die Anlage in frühchristlicher Zeit als Kirche genutzt wurde. Bei Gelegenheit wurde, wohl um die erst im 17. Jahrhundert entstandene jüngere Gruppe der Wandmalereien hervorzuheben, in die Decke des hinteren Hauptraumes ein Lichtschacht eingeschlagen, der über drei Meter hoch, bis auf das Niveau der Hochfläche reicht.

## Tomba a Camera (8)
Diese Anlage hat nur einen, von zwei quadratischen Säulen gestützten Hauptraum. Genau gegenüber dem Zugang, der vom Vorraum (mit Schälchen) aus erfolgt, sind hier an einer Stelle wo üblicherweise kleine Nischen, Scheintüren und Wandbilder angebracht wurden, zwei wahrscheinlich nicht originale „Nischen in Sargabmessung“ in die Wand eingearbeitet. Auch im Boden des Hauptraumes ist eine solche Vertiefung, deren Rand für die Aufnahme der Grabplatte ausgenommen ist. Drei etwa gleich große Kammern komplettieren die kompakt wirkende etwa 45 m² große Einheit.

## Tomba 10
Diese Anlage hat einen breiten Vorraum aber keinen von Säulen gestützten Hauptraum, stattdessen ragt eine tragende Wand in den Raum hinein. Im Boden einer der sieben teilweise recht kleinen Seitenkammern ist wiederum eine sargartige Vertiefung eingebracht. Die kompakte Einheit ist insgesamt etwa 42 m² groß.

## Die Anlagen auf der Hochebene
Noch in byzantinischer Zeit wurden über Stufen erreichbare Flachgräber (Steinsärge) in den Boden der Hochfläche oberhalb der Domus de Janas geschlagen.

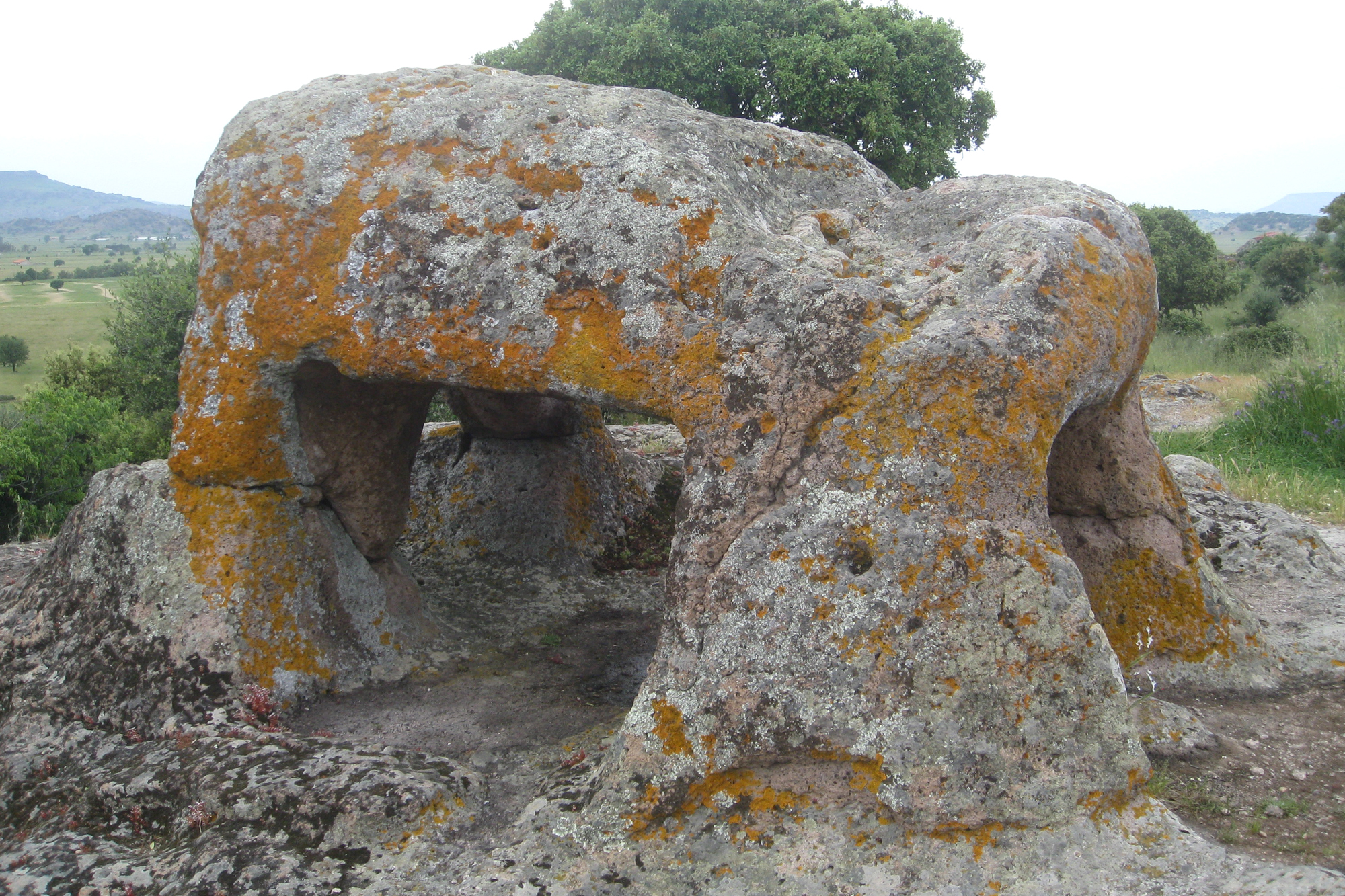
Kopflose Stierplastik „Il toro“

### Der Campanile
Auf der Hochebene etwa oberhalb der Domoi 5 und 6 steht der Campanile. In seiner Nähe befindet sich der Lichtschacht des Tomba del Capo und das kleine Tomb 12. Die Hauptdeutung des vierbeinigen Torso, dem der vordere Teil abgeschlagen wurde, geht in Richtung einer aus dem Felsen gearbeiteten Stierplastik, die im Zuge der Umgestaltung des Tomba 8 in eine christliche Kirche zerstört wurde. Ein Hinweis auf sardischen Stierkult, der außer den in Flachrelief geritzten Hörnern (z. B. auch gemalte Versionen in Mandra Antine) auch plastische Darstellungen kannte, liefert bisher aber nur ein im bronzezeitlichen pränuraghischen Komplex nahe dem Dorf Biriai bei Oliena gefundener Stierkopf.